# 平和里 (嘉義縣)
平和里是中華民國嘉義縣朴子市的一個里，東與大鄉里相鄰，西與中正里和文化里相連，南接竹圍里，北界安福里，面積0.2391平方公里，清代為農地，日治時期始辟為市街，現為朴子警察分局、消防隊、水利會、戶政事務所、地政事務所、稅捐處等政府機構所在地。